# Kammerermühle
Die Einöde Kammerermühle ist ein Gemeindeteil der im Oberpfälzer Landkreis Tirschenreuth gelegenen Gemeinde Krummennaab.

## Lage
Die Kammerermühle steht im Südwesten des Gemeindegebietes am linken Ufer des Steinbachs, der in diesem Bereich gleichzeitig die Grenze zur Gemeinde Erbendorf bildet. Sie befindet sich etwa einen Kilometer südlich von Erbendorf entfernt, zu dem sie auch postalisch gehört. Über eine Gemeindeverbindungsstraße, die zu den nördlich der Einöde verlaufenden Bundesstraßen 22 und 299 führt, ist sie ans Straßennetz angeschlossen.

## Geschichte
Die Kammerermühle wurde im Jahr 1786 als Glaspolierwerk durch einen Einwohner des nahegelegenen Weilers Sassenhof errichtet. Zur Energieversorgung wurde ein Mühlbach gegraben, der vom südlich der Mühle entlang fließenden Steinbach abzweigt. 1863 wurde das Werk zu einer Mahlmühle umgebaut  und 1886 an die Familie Dötterl, der das Anwesen noch heute gehört, verkauft. Heute wird es als Ferienhaus genutzt.